# Менкебуде
Менкебуде (нім. Mönkebude) — громада в Німеччині, розташована в землі Мекленбург-Передня Померанія. Входить до складу району Передня Померанія-Грайфсвальд. Складова частина об'єднання громад Ам-Штеттінер-Гафф.
Площа — 34,23 км2. Населення становить 773 ос. (станом на 31 грудня 2020).

## Галерея

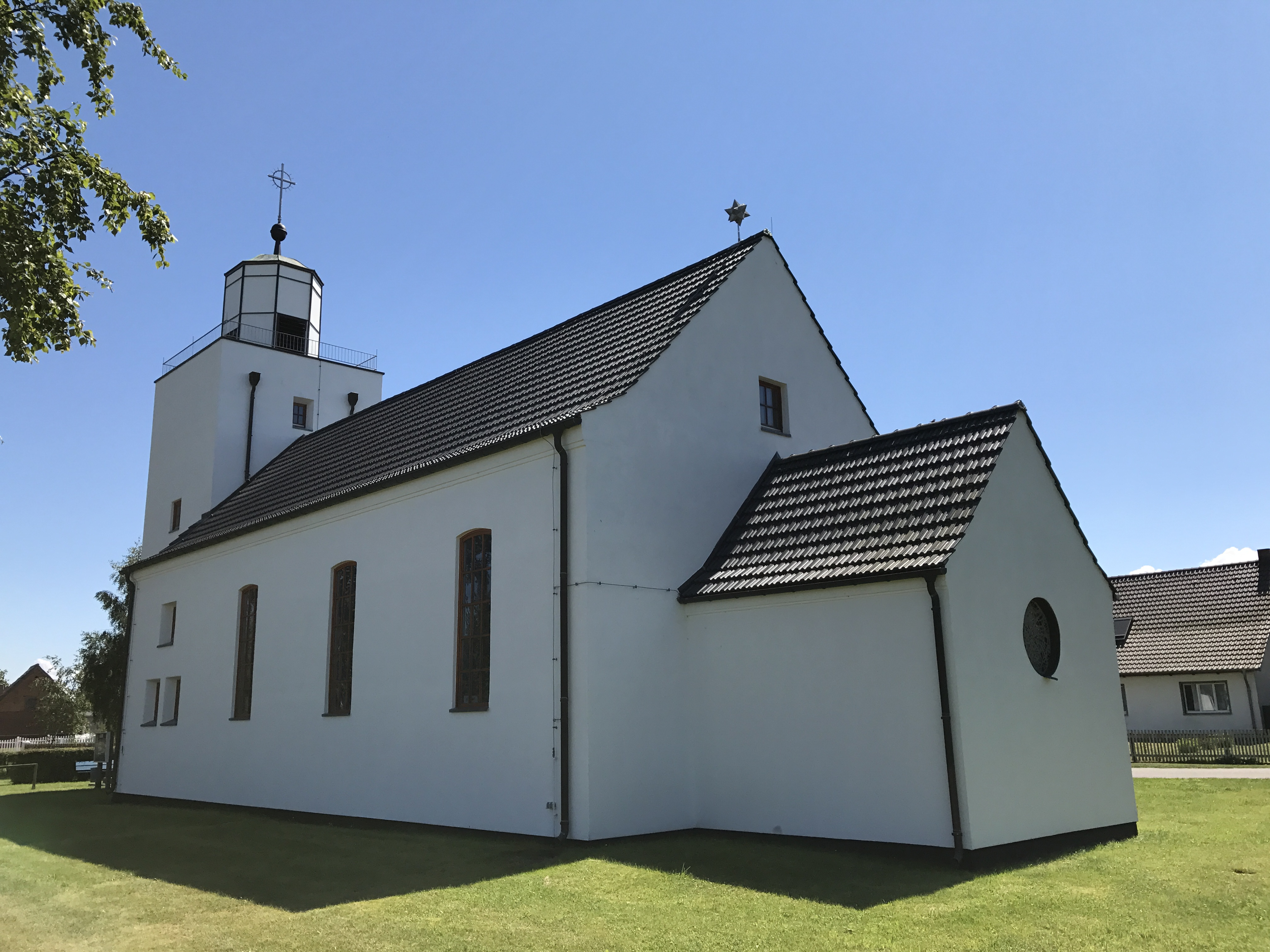
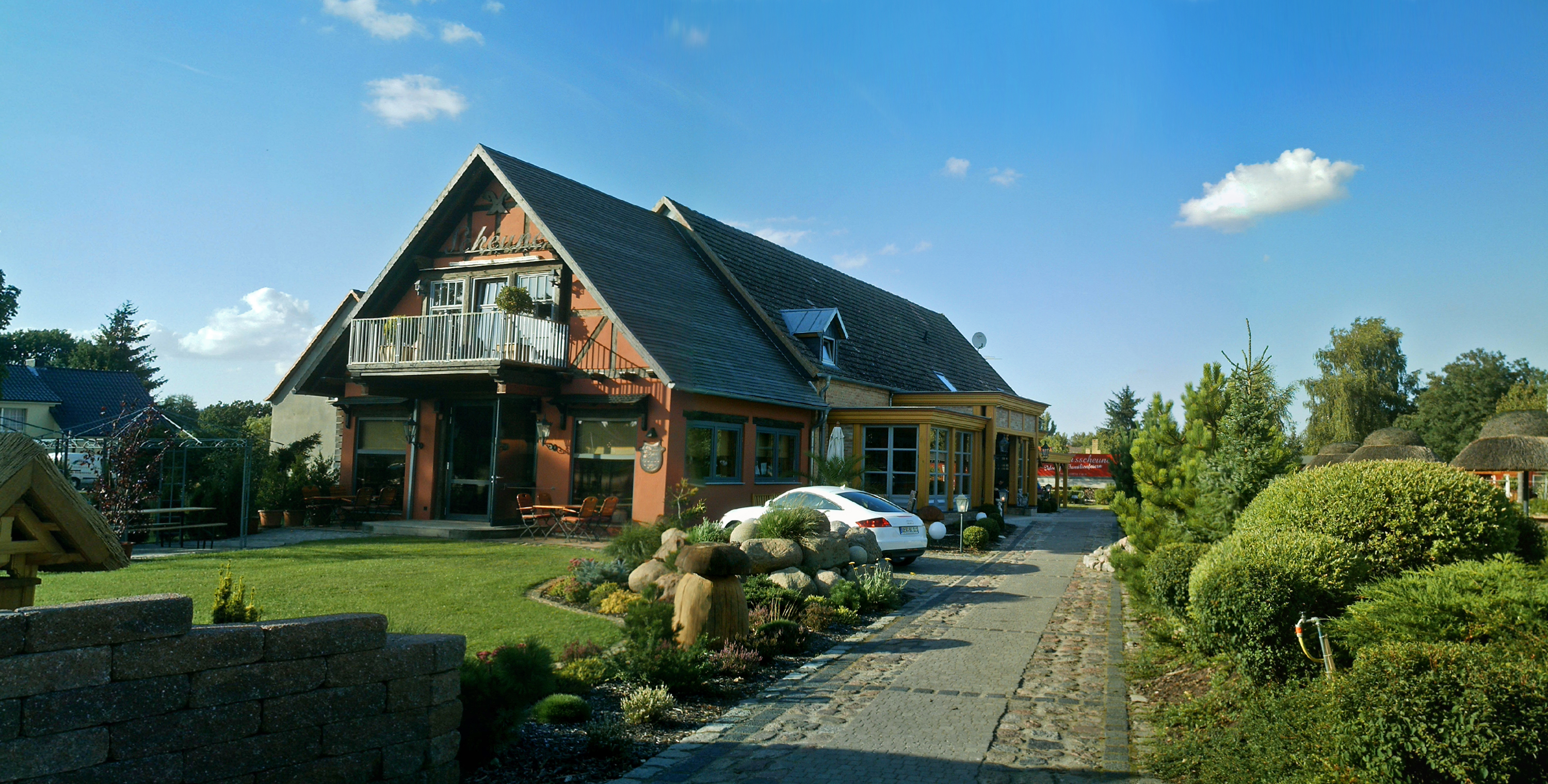